# Satchelliella thomasi
Satchelliella thomasi és una espècie d'insecte dípter pertanyent a la família dels psicòdids que es troba als Pirineus.